# Die Schattenmacht – The State Within
Die Schattenmacht – The State Within (Originaltitel: The State Within) ist eine britische Miniserie, die aus sechs Episoden besteht. Sie hat eine politische Verschwörung zum Thema, die aufgrund wirtschaftlicher Interessen einen Krieg im fiktiven zentralasiatischen Staat Tyrgyztan auslösen möchte.

## Handlung
Als der britische Botschafter in den USA, Sir Mark Brydon, von einem Aufenthalt in Großbritannien in die Staaten zurückkehrt, wird auf dem Weg zur Botschaft das Flugzeug einer britischen Fluggesellschaft von einem Selbstmordattentäter gesprengt. Dieser Vorfall führt in der Folge zu diplomatischen Spannungen. Zwar bekundet Lynne Warner, die amerikanische Verteidigungsministerin, nach außen hin Solidarität mit dem Bündnispartner Großbritannien, jedoch entstehen hinter der Kulisse Spannungen zwischen der Ministerin und dem Botschafter. Da der Attentäter ein britischer Moslem war, lässt der Gouverneur des Staates Virginia britische Moslems festnehmen. Dabei kommt es zu einem Zwischenfall, bei dem zwei junge Briten, die den Versuch unternehmen, die Grenze nach Maryland zu überqueren, aus Angst vor der Verhaftung zu fliehen versuchen und dabei sterben. Britische Muslime suchen vor der gegen sie gerichteten Politik des Gouverneurs von Virginia Zuflucht in der Botschaft in Washington und der Botschafter Mark Brydon möchte diese gewähren. Sein Stellvertreter Phil Lonsdale weist ihn jedoch darauf hin, dass das vorrangige Ziel sein muss, diese Politik zu stoppen. So versucht Brydon die Vorsitzende des Sicherheitsausschusses des Kongresses, Madeleine Cohen, zu überzeugen, die Politik des Gouverneurs von Virginia für verfassungswidrig zu erklären.
In der Botschaft erhält Nicholas Brocklehurst, die rechte Hand des Botschafters, Überwachungsmaterial, das eine Verbindung des Vaters von Caroline Hanley, einer Freundin Mark Brydons, und einer Bestellung von Trigger-Schaltungen herstellt. Bei einer Dinner-Party bei den Hanleys trifft Brydon Gordon Adair, den CEO der Sicherheitsfirma Armitage, die sich in Tyrgyztan engagiert, und James Sinclaire, den ehemaligen britischen Botschafter in der fiktiven ehemaligen Sowjetrepublik Tyrgyztan, der aufgrund seiner politischen Position gemieden wird. Beide möchten einen Umsturz in dem zentralasiatischen Land, das von einem korrupten Herrscher geführt wird, aber Brydon vertritt die offizielle britische Position, die das Regime stützt. In einer Nacht findet auf einem sicheren Gelände des Militärs in Virginia eine Übung statt. Ein Mann wird getötet, da scharfe Munition benutzt wird. Der Führer der Einheit trifft Vorkehrungen, die Identifikation des Leichnams zu verhindern und lässt ihn in einen nahen Fluss werfen. Dort wird er einen Tag später von einem Zivilisten entdeckt. Nicholas Brocklehurst verfolgt den Fall der unkenntlichen Leiche, die nach einigen Hinweisen ein ehemaliger britischer Soldat gewesen sein könnte. Er versucht zusammen mit der Agentin des FBI, George Blake, diesen Fall zu lösen. Währenddessen führt Gary Pritchard mit anderen Söldnern eine Operation durch, in der zehn Fässer mit Giftgas in ein Flugzeug verladen werden sollen. Diese wird jedoch vom FBI verhindert, das die Söldner inhaftiert, die aus Großbritannien stammen.
Daneben besucht die Anwältin der Botschaft für Menschenrechte, Jane Lavery, den Briten Luke Gardner, der in Florida inhaftiert ist und auf die Vollstreckung seiner Todesstrafe wartet. Er beteuert seine Unschuld, wird jedoch hingerichtet werden, sollte eine Neuverhandlung des Falls abgelehnt werden. Als Gardner das Bild des Selbstmordattentäters im Fernsehen sieht, reagiert er emotional stark darauf. Als sein Ersuchen abgelehnt wird, bleibt Lavery nur noch, den Begnadigungsausschuss anzurufen, um die Hinrichtung noch zu verhindern. Die Mutter Luke Gardners sieht Gary Pritchard im Fernsehen und erkennt in ihm einen alten Armee-Freund ihres Sohnes. Charles Macintyre, der Direktor von CMC Operations, übt Druck auf den Gouverneur von Florida aus, sodass auch das Gnadengesuch trotz einer überzeugenden Aussage des Wärters von Gardner abgelehnt wird. Der Botschafter fliegt nach Florida, um mit dem Gouverneur persönlich zu sprechen, gleichzeitig übt Nicholas Druck auf die Anwältin aus, dem Botschafter nichts über die Verbindung Gardners und Pritchards zu sagen. Auch der Einsatz des Botschafters kann die Vollstreckung der Todesstrafe nicht abwenden und Gardner wird mit der Giftspritze hingerichtet. Charles Macintyre ist über die Beseitigung des unliebsamen Zeugen erleichtert.
Die US-Verteidigungsministerin strebt den Krieg mit Tyrgyztan an, das sie für den Terrorismus verantwortlich macht. Zudem möchte sie dort ihrer ehemaligen Firma Armitage Aufträge verschaffen. Zu dem Zweck versucht sie auch Mark Brydon zu manipulieren, da Großbritannien nicht vom Profit des Krieges profitieren würde, wenn es sich gegen den Krieg positioniert. Zu diesem Zweck stellt sie erst die Förderung der demokratischen Opposition des zentralasiatischen Landes in den Vordergrund, als deren Führer jedoch den Einfluss der USA in seinem Land zurückweist, schließt Lynne Warner diese Option aus. Währenddessen stellt sich heraus, dass Armitage an Ermordungen von Oppositionellen in Tyrgyztan beteiligt war. Nachdem diese Informationen zum britischen Botschafter vorgedrungen sind, bemüht er sich, die Verschwörung zum Krieg aufzuhalten. Mit den Informationen über die Beteiligung an dem Massaker zu der Zeit, als Lynne Warner noch Armitage führte, erpresst er diese, den illegalen Krieg nicht zu führen.

## Besetzung
| Figur                 | Schauspieler       | Rolle                                                       |
| --------------------- | ------------------ | ----------------------------------------------------------- |
| Sir Mark Brydon       | Jason Isaacs       | britischer Botschafter                                      |
| Nicholas Brocklehurst | Ben Daniels        | Berater für Außenpolitik                                    |
| Lynne Warner          | Sharon Gless       | US-Verteidigungsministerin                                  |
| Luke Gardner          | Lennie James       | Todesgefangener                                             |
| Jane Lavery           | Eva Birthistle     | Menschenrechtsanwältin                                      |
| Phil Lonsdale         | Neil Pearson       | Chef der Mission, britische Botschaft                       |
| James Sinclair        | Alex Jennings      | ehemaliger britischer Botschafter in Tyrgyztan              |
| Caroline Hanley       | Genevieve O’Reilly | Angestellte des Lowenberg Institute im Bereich Außenpolitik |

## Produktion
The State Within wurde von Lizzie Mickery und Daniel Percival geschrieben. Die Dreharbeiten fanden in Kanada statt und wurden von den beiden Regisseuren Michael Offer und Daniel Percival geführt. Die Flugzeugabsturz-Szene wurde nicht auf einem Studiogelände, sondern auf einer normal genutzten Straße gedreht. So musste sie besonders schnell fertiggestellt werden, da die Dreherlaubnis nur einen relativ kurzen Zeitraum umfasste.
Die Miniserie, die sechs Episoden umfasst, war eine Co-Produktion der BBC mit BBC America. Die Produzentin war Jessica Pope.

## Ausstrahlung
Die Serie wurde vom 2. November bis zum 7. Dezember 2006 auf BBC One ausgestrahlt. Die erste Episode erreichte 5,7 Millionen Zuschauer. Die Zuschauerzahlen sanken jedoch, so dass die dritte Episode nur noch 3,1 Millionen erreichte. Auf BBC Four wurde The State Within während einer Conspiracy USA Week im Juni 2007 wiederholt. In den USA strahlte BBC America The State Within über das Presidents’-Day-Wochenende vom 17. bis zum 19. Februar 2007 in drei Teilen aus.
Die Ausstrahlung in Deutschland fand am 28. und 29. September 2007 als Zweiteiler unter dem Titel auf RTL II statt. In der Schweiz strahlte SF zwei den Sechsteiler ab dem 5. Juli 2010 jeweils montags aus, SF zwei zeigte die Serie exklusiv in Zweikanalton. Im Programm wurde der Sechsteiler in sieben Teile geteilt und vom 5. Juli 2010 bis zum 16. August 2010 ausgestrahlt.

## DVD-Veröffentlichung
The State Within wurde am 22. Januar 2007 in Großbritannien auf DVD veröffentlicht. Am 26. Oktober 2007 folgte die Veröffentlichung in Deutschland. Auf den zwei DVDs sind alle sechs Episoden mit zusätzlichen Szenen enthalten, so dass die DVD-Fassung 36 Minuten länger ist als die im Fernsehen ausgestrahlte. Zudem gibt es auf der DVD ein Making-of.